# Cristina Maeso
María Cristina Maeso Valiño (Montevideo, 29 de juny de 1949) és una advocada i política uruguaiana pertanyent al Partit Nacional.
Graduada en Dret per la Universitat de la República. És especialista en dret civil, comercial i de família. Va treballar com funcionària a la Cort Electoral, a l'àrea jurídica.
El 1984 es va associar amb el llavors intendent de Montevideo, Juan Carlos Payssé, i van presentar conjuntament una candidatura a la presidència del país durant les eleccions d'aquell any. No van obtenir suficient suport dels votants.
El 1994 es va presentar sense èxit a diputada. Pel que fa a les eleccions primàries de 2004, va ser l'única dona en postular-se com precandidata a la presidència de la República, encapçalant el moviment Basta y vamos.